# Резолюция Совета Безопасности ООН 1527
Резолюция Совета Безопасности ООН 1527, принятая единогласно 4 февраля 2004 года, после чтения предыдущих резолюций по ситуации в Кот-д’Ивуаре, в частности резолюций 1464 (2003), 1498 (2003) и 1514 (2003). Совет продлил мандат Миссии Организации Объединённых Наций в Кот-д’Ивуаре (МООНКИ) до 27 февраля 2004 года.
Совет Безопасности подтвердил свою поддержку Соглашению Лина-Маркуси и его полного выполнения. Он выразил признательность Экономическому сообществу западноафриканских государств (ЭКОВАС) и французским силам за их усилия по содействию мирному урегулированию ситуации в Кот-д’Ивуаре, но отметил существующие проблемы относительно стабильности страны.
В соответствии с главой VII Устава Организации Объединённых Наций мандат МООНКИ был продлён вместе с санкционированием, предоставленным ЭКОВАС и французским силам, действующим в стране. Между тем, Генеральному секретарю Кофи Аннану было предложено подготовиться к развёртыванию миротворческой миссии в Кот-д’Ивуаре в течение пяти недель после решения совета.